# Seznam chráněných území v okrese Pelhřimov
Toto je seznam chráněných území v okrese Pelhřimov aktuální k roku 2010, ve kterém jsou uvedena chráněná území v oblasti okresu Pelhřimov.
| Kód  | Obrázek                      | Typ | Název                              | Rozloha (ha) | Galerie Commons                                                                   | Popis území                                                                                    | Souřadnice                       |
| ---- | ---------------------------- | --- | ---------------------------------- | ------------ | --------------------------------------------------------------------------------- | ---------------------------------------------------------------------------------------------- | -------------------------------- |
| 5609 | Louka                        | PP  | Borky                              | 9,16         | Kategorie „Borky (natural monument)“ na Wikimedia Commons                         | Prameniště, přechodová rašeliniště, střídavě zamokřené louky a bažinaté vrbové křoviny         | 49°18′9″ s. š., 15°16′0″ v. d.   |
| 1645 | prstnatce májové na lokalitě | PR  | Čermákovy louky                    | 6,25         | Kategorie „Čermákovy louky“ na Wikimedia Commons                                  | Mokřadní a rašelinné louky se vzácnou květenou a zvířenou                                      | 49°23′7″ s. š., 15°19′43″ v. d.  |
| 1529 |                              | PR  | Hrachoviště                        | 7,88         |                                                                                   | Dva rybníky s vodními, mokřadními a rašelinnými společenstvy                                   | 49°22′26″ s. š., 15°8′48″ v. d.  |
| 2053 |                              | PP  | Huťský potok                       | 5,80         | Kategorie „Huťský potok (natural reserve)“ na Wikimedia Commons                   | Podhorský potok s výskytem kriticky ohrožených druhů ryb a obojživelníků                       | 49°19′35″ s. š., 15°2′ v. d.     |
| 1694 | Ivaniny rybníčky             | PP  | Ivaniny rybníčky                   | 3,00         | Kategorie „Ivaniny rybníčky“ na Wikimedia Commons                                 | Biotopy soustavy rybníčků s výskytem zvláště chráněných druhů                                  | 49°24′22″ s. š., 15°18′15″ v. d. |
| 1646 | Kamenná trouba               | PR  | Kamenná trouba                     | 62,97        | Kategorie „Kamenná trouba“ na Wikimedia Commons                                   | Luční biotopy při Pstružném potoce                                                             | 49°36′13″ s. š., 15°23′49″ v. d. |
| 1695 | Kejtovské louky              | PP  | Kejtovské louky                    | 3,20         | Kategorie „Kejtovské louky“ na Wikimedia Commons                                  | Zrašelinělé louky podél meandrujícího potoka se zbytkem olšovo-vrbového luhu, ptačí refugium   | 49°25′32″ s. š., 14°58′52″ v. d. |
| 1647 | Kladinský potok              | PR  | Kladinský potok                    | 6,97         | Kategorie „Kladinský potok (nature reserve)“ na Wikimedia Commons                 | Meandrující tok s břehovými porosty a výskytem perlorodky říční                                | 49°26′33″ s. š., 15°19′39″ v. d. |
| 1530 |                              | PR  | Krčil                              | 8,06         | Kategorie „Krčil“ na Wikimedia Commons                                            | Rozlehlé rašeliniště obklopené lesními porosty                                                 | 49°17′34″ s. š., 15°15′42″ v. d. |
| 961  | Křemešník                    | PR  | Křemešník                          | 36,78        | Kategorie „Křemešník (natural reserve)“ na Wikimedia Commons                      | Komplex acidofilních a květnatých bučin, suťových lesů a štěrbinové vegetace skal              | 49°24′14″ s. š., 15°19′40″ v. d. |
| 6152 |                              | PR  | Meandry Jankovského potoka         | 23,1         |                                                                                   | Meandrující tok Jankovského potoka s výskytem vzácných rostlin a živočichů                     | 49°25′45″ s. š., 15°22′51″ v. d. |
| 1901 | Pohled na rybník             | PR  | Nový rybník                        | 13,46        | Kategorie „Nový rybník (nature reserve, Pelhřimov District)“ na Wikimedia Commons | Mokřadní a luční ekosystémy, výskyt chráněných druhů                                           | 49°16′43″ s. š., 15°18′54″ v. d. |
| 6153 |                              | PR  | Prameniště Jankovského potoka      | 65,8         |                                                                                   | Prameniště, niva a tok Jankovského potoka s výskytem vzácných rostlin a živočichů              | 49°25′45″ s. š., 15°22′51″ v. d. |
| 1902 |                              | PP  | Pstruhovec                         | 1,31         |                                                                                   | Rybník s přilehlým rašeliništěm                                                                | 49°19′15″ s. š., 15°9′45″ v. d.  |
| 1696 |                              | PP  | Rašeliniště u Vintířova            | 2,61         | Kategorie „Rašeliniště u Vintířova“ na Wikimedia Commons                          | Komplex společenstev pramenišť, rašelinišť, rašelinných a pcháčových luk                       | 49°25′26″ s. š., 14°56′56″ v. d. |
| 964  |                              | PP  | Rašelinná louka u Proseče-Obořiště | 3,06         | Kategorie „Rašelinná louka u Proseče-Obořiště“ na Wikimedia Commons               | Rašelinné louky s bohatým výskytem vachty trojlisté                                            | 49°25′ s. š., 15°7′1″ v. d.      |
| 2165 | Rybník na lokalitě           | PP  | Rybníček u Starých Hutí            | 0,31         | Kategorie „Rybníček u Starých Hutí“ na Wikimedia Commons                          | Zachovalá přírodní společenstva s výskytem populací silně ohrožených druhů rostlin a živočichů | 49°21′5″ s. š., 15°3′39″ v. d.   |
| 962  |                              | PR  | Rybník Pařez                       | 4,38         |                                                                                   | Luční rašeliniště se vzácnými druhy rostlin                                                    | 49°36′24″ s. š., 15°19′6″ v. d.  |
| 1532 |                              | PR  | Rybník Starý                       | 13,14        | Kategorie „Rybník Starý“ na Wikimedia Commons                                     | Horní tok Hraničního potoka s mokřadními loukami a vzácnou květenou                            | 49°19′13″ s. š., 15°19′40″ v. d. |
| 1903 |                              | PP  | Stržená hráz                       | 8,00         |                                                                                   | Vlhké louky a olšiny v údolí Hladovského potoka                                                | 49°17′1″ s. š., 14°59′8″ v. d.   |
| 1531 | U Bezděčína                  | PP  | U Bezděčína                        | 1,83         | Kategorie „U Bezděčína“ na Wikimedia Commons                                      | Prameniště a potoční niva s výskytem zvláště chráněných druhů                                  | 49°24′58″ s. š., 14°55′ v. d.    |
| 1648 |                              | PR  | U Miličovska                       | 6,08         | Kategorie „U Miličovska“ na Wikimedia Commons                                     | Luční rašeliniště s cennou květenou a zvířenou                                                 | 49°24′56″ s. š., 15°23′51″ v. d. |
| 963  |                              | PP  | Údolí potoka u Dolské myslivny     | 6,04         |                                                                                   | Komplex rašelinných lučních společenstev s významnou květenou                                  | 49°33′10″ s. š., 15°0′41″ v. d.  |
| 1904 | V Lisovech                   | PR  | V Lisovech                         | 21,32        | Kategorie „V Lisovech“ na Wikimedia Commons                                       | Vlhké rašelinné louky a mokřady                                                                | 49°14′48″ s. š., 15°16′42″ v. d. |
| 1649 |                              | PR  | V Mezence                          | 1,39         |                                                                                   | Komplex rašelinných a lučních společenstev                                                     | 49°20′12″ s. š., 15°11′9″ v. d.  |

## Zrušená chráněná území
| Kód  | Obrázek            | Typ | Název           | Rozloha (ha) | Galerie Commons                                                              | Popis území                                                                                 | Souřadnice                       |
| ---- | ------------------ | --- | --------------- | ------------ | ---------------------------------------------------------------------------- | ------------------------------------------------------------------------------------------- | -------------------------------- |
| 1528 | Pohled na lokalitu | NPP | Jankovský potok | 72,51        | Kategorie „Jankovský potok (national natural monument)“ na Wikimedia Commons | Meandrující tok s břehovými porosty a lučními a rašelinnými společenstvy, výskyt perlorodky | 49°26′26″ s. š., 15°22′16″ v. d. |